# Río Quetena
Der Río Quetena ist ein endorheischer Fluss im Departamento Potosí im Anden-Hochgebirge des südlichen Bolivien.
Der Fluss mit einer Gesamtlänge von 182 Kilometern hat seinen Ursprung im Naturreservat Reserva Nacional de Fauna Andina Eduardo Abaroa im Kanton Quetena Grande im Landkreis (bolivianisch: Municipio) San Pablo de Lípez in der Provinz Sur Lípez. Die Quellregion des Flusses liegt in einer Höhe von 4.554 m in der Gebirgsregion der Cordillera de Lípez.
Der Río Quetena fließt von Süden nach Norden durch das Municipio Colcha „K“ in der Provinz Nor Lípez durch weitgehend unbesiedeltes Gebiet, wo von links der Río Mallcu und der Río Alota und von rechts der Río Soniquero zufließen. Nach 182 Kilometern mündet er in  den Río Grande de Lípez, der weiter in den Salar de Uyuni (auch Salar de Tunupa) fließt, mit mehr als 10.000 km² der größte Salzsee der Erde.
Die Region leidet über weite Teile des Jahres unter großer Trockenheit, der Jahresniederschlag ist mit weniger als 150 mm sehr niedrig (siehe Klimadiagramm Quetena Grande), sie weist von April bis November weniger als 10 mm Monatsdurchschnitt auf, nur in den Südsommermonaten November bis März fallen nennenswerte Niederschläge, so dass der Río Quetena und seine Zuflüsse nur periodisch Wasser führen. Trotz einer niedrigen Jahresdurchschnittstemperatur von 6 °C findet sich aufgrund der Nähe zum Äquator tagsüber eine hohe Sonneneinstrahlung, so dass die mittlere Tageshöchsttemperatur im Jahresverlauf zwischen 10 und 16 °C liegt; daraus entsteht in den Mittagsstunden eine überdurchschnittlich hohe Verdunstung und der Anteil der im Wasser gelösten mineralischen Salze steigt an, woraus sich der hohe Salzgehalt der Flüsse und Seen dieser Region erklärt.
Darüber hinaus zeigen wissenschaftliche Studien der letzten Jahrzehnte, dass ein erheblicher Teil des Oberflächenwassers nicht aus den spärlichen Niederschlägen der Region stammt, sondern Tiefenwasser aus wasserführenden Gesteinsschichten ist, das sich dort im Verlauf der letzten Jahrzehntausende angesammelt hat. So geht eine Studie von Isabelle Chaffaut davon aus, dass mehr als 90 Prozent des Oberflächenwassers aus diesen Tiefenwasser-Reservoirs stammt und durch den oberflächlichen Abfluss unwiederbringlich verloren geht.